# Klappschiene
Die Klappschiene ist eine berührungsfreie Kreuzung zwischen mindestens zwei Gleisen. Sie besteht aus einer Klappe, die mittels eines Gelenks über ein darunter liegendes Gleis geklappt wird. 

## Aufbau
Die Konstruktion einer Klappschiene bestand aus den beiden Eisenbahnschienen, die im vertikal drehbaren Kippgelenk mittels einer Eisenstange mit dem festen Gleiskörper verbunden waren. Am gegenüber liegenden Ende verband eine weitere Eisenstange die beiden Schienen. Gegen ein Verwinden des Gleises war zwischen den beiden Schienenstücken diagonal zu den Schienenenden jeweils eine Querstrebe montiert. Die Klappe musste von Hand über das zu kreuzende Gleis umgelegt werden.

## Beispiel für den Betrieb
Die Niveaukreuzung der Altona-Kaltenkirchener Eisenbahn (AK) mit der damals noch nicht auf einem Bahndamm liegenden Hamburg-Altonaer Verbindungsbahn bestand aus drei Klappen, die für die AK über das Nebengleis III (Übergabegleis zum Güterumladeschuppen) und die Hauptgleise I und II geklappt wurden. Die Klappschienen hatten untereinander eine Verriegelung. Über die Hauptgleise wurde das Gleis 1 von Süden, das Gleis 2 von Norden mit jeweils einer Klappe überklappt. Das Nebengleis mit einer weiteren Klappe von Norden her. Mit dem Herablassen der ersten Klappe stellten sich die mit ihr verbundenen vier Schutzsignale, zwei für die Hauptgleise, zwei für das Nebengleis, automatisch durch Drahtzug so ein, dass der Verbindungsbahn die 'Freie Fahrt' genommen wurde. Vom südlichen Hauptgleis 1 lief der Drahtzug unterhalb der Verbindungsbahngleise, auf der westlichen Seite der Klappbrücke, auf die Achse des nördlichen Drehbrückengelenks zu. Von diesem gegenüber liegenden Gelenk verlief der zweite Seilzug östlich der Klappe unterhalb des Nebengleises, dann zwischen diesem und dem Hauptgleis II, auf die östlichen Schutzsignale zu. Die Verriegelung, wie die Betätigung der Signale, wurde durch die zuerst überzulegende Klappe III (Hauptgleis I) ausgelöst. Hierzu waren drei Personale erforderlich. Sobald alle drei Klappen hinübergelegt waren, hoben sich die Schranken für den Zug der Altona-Kaltenkirchener Eisenbahn und er fuhr über die Gleise der Verbindungsbahn. Danach wiederholte sich der Ablauf in umgekehrter Reihenfolge. Der ganze Vorgang dauerte rund drei Minuten.